# Palm OS
Palm OS (también conocido como Garnet OS) fue un sistema operativo móvil desarrollado inicialmente  por Palm, Inc. para PDAs en 1996. Palm OS fue diseñado para la facilidad de uso con una interfaz gráfica de usuario basada en pantallas táctiles. El sistema proporciona un conjunto de aplicaciones con retraso para gestión de información personal. Versiones más recientes del SO han extendido su soporte a smartphones. Muchos otros dispositivos con Palm OS han sido fabricados por varias compañías licenciatarias.
Después de la compra de la marca registrada Palm por parte de ACCESS, la versión más reciente del sistema se renombró a Garnet OS. En 2007, ACCESS introdujo el sucesor de Garnet OS, denominado Access Linux Platform y en 2009, el licenciatario principal de Palm OS, Palm, Inc., cambió de Palm OS a webOS para utilizarlo en sus dispositivos futuros.

## Creador y usuario
Palm OS fue desarrollado originalmente bajo la dirección de Jeff Hawkins en Palm Computing, Inc. Posteriormente Palm fue adquirida por U.S. Robotics, que comercializa las primeras Palm Pilot. Las Pilot 1000 y Pilot 5000 corrían la versión 1.0
U.S. Robotics es a su vez adquirida por 3Com, que convierte a Palm en una filial independiente que cotiza en bolsa el 2 de marzo de 2000. 3Com comercializa bajo su marca las PalmPilot Personal y Profesional, que ejecutan Palm OS 2.0 y las Palm III que corren la versión 3.0 del sistema operativo.
En enero de 2002, Palm creó una filial en propiedad absoluta de desarrollar y licenciar Palm OS, que recibe el nombre de PalmSource. PalmSource se separó de Palm como empresa independiente, el 28 de octubre de 2003. Palm (entonces llamado palmOne) se convirtió en un licenciatario más de Palm OS, perdiendo el control del sistema operativo.
En septiembre de 2005, PalmSource anunció que estaba siendo adquirida por la japonesa ACCESS.
En diciembre de 2006, Palm obtuvo los derechos a perpetuidad sobre el código fuente de Palm OS de ACCESS. Con esto Palm puede modificar el sistema operativo licenciado cuando sea necesario sin tener que pagar mayores regalías a ACCESS. Junto con la adquisición en mayo de 2005 de los derechos sobre la marca registrada Palm, solo Palm puede publicar versiones del sistema operativo bajo el nombre 'Palm OS'.
Como consecuencia de ello, el 25 de enero de 2007, ACCESS anunció un cambio de nombre de su actual sistema operativo Palm OS, que pasa a llamarse Garnet OS.

## Resumen del sistema operativo
Palm OS es un sistema operativo móvil con licencia no libre . Diseñado en 1996 para la nueva PDA Pilot 1000 de Palm, ha sido implementado posteriormente en una amplia gama de dispositivos móviles, incluyendo smartphones, relojes de pulsera, videoconsolas portátiles, escáner de código de barras y dispositivos GPS.
Las versiones de Palm OS anteriores a 5.0 se ejecutan en los microprocesadores DragonBall de Motorola/Freescale. De la 5.0 en adelante, Palm OS se ejecuta en procesadores arquitectura ARM.
Las características principales de la última versión de Palm OS Garnet son:
- Entorno simple monotarea para permitir el lanzamiento de aplicaciones de pantalla completa con una interfaz gráfica de usuario común básica.
- Pantallas monocromas o en color con una resolución de hasta 480x320 píxeles
- Sistema de reconocimiento de escritura manual Graffiti 2
- Tecnología HotSync para sincronizar datos con ordenadores de sobremesa
- Capacidades de grabación y reproducción de sonido
- Modelo de seguridad simple: El dispositivo se puede bloquear con una contraseña, cada aplicación puede aplicar su propio modelo de privacidad
- Acceso a redes TCP/IP
- Conexiones por puerto serie/USB, IrDA, Bluetooth y Wi-Fi
- Soporte de tarjeta de memoria
- Formato estándar definido para los datos de aplicaciones de gestión de información personal para almacenar entradas de calendario, direcciones, tareas y notas, accesible por aplicaciones de terceros.

Se incluye con el sistema operativo es también un conjunto de aplicaciones estándar, siendo las más relevantes la gestión de las cuatro operaciones PIM mencionadas.

## Historia
Los fabricantes son libres de implementar diferentes funciones del sistema operativo en sus dispositivos, o incluso añadir nuevas características. En esta sección se describe la versión con licencia oficial de Palm/PalmSource/ACCESS.
Todas las versiones anteriores a Palm OS 5 se basan en la capa superior del kernel AMX 68000 con licencia de KADAK Products Ltd. Aunque este kernel es técnicamente capaz de realizar múltiples tareas, los términos y condiciones de dicha licencia especifican que Palm podría no incluir el API para la creación/manipulación de tareas dentro del sistema operativo.

### Palm OS 1.0
Palm OS 1.0 es la versión original presente en las Pilot 1000 y 5000.
La versión 1.0 cuenta con las cuatro aplicaciones PIM clásicas Address, Date Book, Memo Pad, y To Do List. También se incluye una calculadora y la herramienta de seguridad para ocultar los registros de uso privado.
Palm OS 1.0 no diferencia entre la memoria RAM y el sistema de archivos de almacenamiento. Las aplicaciones se instalan directamente en la memoria RAM y se ejecutan en el lugar. Como no se soporta un sistema dedicado de archivos, las operaciones del sistema dependen de los constantes ciclos de refresco de la RAM para mantener su memoria. El sistema operativo soporta pantallas monocromo de 160x160. La entrada de datos del usuario se genera a través del sistema de reconocimiento de escritura Graffiti u opcionalmente a través de un teclado virtual. El sistema soporta la sincronización de datos con un PC a través de su tecnología de HotSync sobre una interfaz serie. La última versión con corrección de errores es la versión 1.0.7.

### Palm OS 2.0
Palm OS 2.0 se lanzó el 10 de marzo de 1997 con la PalmPilot Personal y Professional. Esta versión añade soporte de red TCP/IP, HotSync por red, y soporta la retroiluminación de la pantalla. La última versión de corrección es la versión 2.0.5.
Se añaden dos nuevas aplicaciones, Mail y Expense, y las aplicaciones PIM estándar se han mejorado.

### Palm OS 3.0
Palm OS 3.0 fue presentado el 9 de marzo de 1998, con el lanzamiento de la serie Palm III. Esta versión añade comunicaciones por infrarrojos IrDA y soporte de fuentes mejoradas. Esta versión también cuenta con aplicaciones PIM actualizados y una actualización del lanzador de aplicaciones.
Palm OS 3.1 añade nuevas características de menor importancia, como el soporte de HotSync por red. Se introdujo con los modelos Palm IIIx y Palm V.
Palm OS 3.2 añade soporte de Web Clipping, el cual es una solución inicial específica de Palm específica para visualizar contenido web en la pequeña pantalla de la PDA. Se introdujo con la Palm VII.
Palm OS 3.3 añade velocidades más rápidas de HotSync y la capacidad de realizarlo por infrarrojos. Fue introducido con la Palm Vx.
Palm OS 3.5 es la primera versión en incluir soporte nativo de color de 8 bits. También añade las principales características de conveniencia que simplifican la operación, como un icono de la barra contextual o activación de menú simple. La aplicación de la agenda se amplía con una vista adicional del orden del día. Esta versión fue introducida por primera vez con la Palm IIIc. La última versión de corrección de errores es la versión 3.5.3.
Como adición, Palm ofrece posteriormente una actualización Mobile Internet Kit para Palm OS 3.5. Este incluye software de Palm Web Clipping, MultiMail (que más tarde pasó a llamarse de VersaMail) Versión 2.26 como software de correo electrónico, handPHONE Version 1.3 como soft de gestión de SMS, y Neomar Version 1.5 como navegador WAP.

### Palm OS 4.0
Palm OS 4.0 fue lanzado con el nueva serie m500 (Palm m500, Palm m505 y Palm m515) el 19 de marzo de 2001. Esta versión añade una interfaz estándar para acceso a sistemas de archivos externos (como tarjetas Secure Digital). Los sistemas de archivos externos son un cambio radical a la anterior ejecución en lugar del sistema operativo. Ahora, el código de aplicación y los datos necesitan ser cargados en la RAM del dispositivo, similar al comportamiento de un sistema operativo de escritorio. Se introduce un nuevo Universal Connector con soporte USB. El anteriormente opcional Mobile Internet Kit ahora es parte del sistema operativo. Version 4.0 añade un gestor de atención para coordinar la información de diferentes aplicaciones, con varias posibilidades para llamar la atención del usuario, incluyendo sonido, parpadeo de LEDs o vibración. Se añade soporte de pantallas de color de 16 bits y diferentes zonas horaria. Esta versión también cuenta con mejoras en la seguridad y la interfaz de usuario.
Palm OS 4.1 es una versión de corrección de errores. Se introdujo con el lanzamiento de la Palm i705. La actualización menor posterior del sistema operativo a la versión 4.1.2 incluye un backport de Graffiti 2 desde Palm OS 5.2.
Palm OS 4.2 Simplified Chinese Edition está dirigido especialmente para el mercado chino con pleno soporte de Chino simplificado, lanzado a la vez que Palm OS 5.3. No hay ningún dispositivo ha sido fabricado con esta versión hasta el momento.

### Palm OS 5
Palm OS 5 (no se llama 5.0) fue presentado por la filial de Palm PalmSource en junio de 2002 e implementado por primera vez en la Palm Tungsten T. Se trata de la primera versión lanzada con soporte de arquitectura ARM, con soporte para aplicaciones escritas para Motorola Dragonball mediante el emulador Palm Application Compatibility Environment (PACE). Incluso con la sobrecarga adicional de PACE, las aplicaciones Palm generalmente se ejecuta más rápido en dispositivos ARM que en hardware de la generación anterior. El nuevo software puede tomar ventaja de los procesadores ARM con pequeñas unidades de código ARM, conocido como ARMlets.
Con una base de hardware más potente, Palm OS ha mejorado sustancialmente las capacidades multimedia. Pantallas de alta densidad de 320x320 son compatibles con un completo API para la reproducción y grabación de sonido digital. Se añaden dos pilas TCP/IP separadas, una para Bluetooth y otra para IEEE 802.11b Wi-Fi. Se soportan la conexiones de red seguras mediante SSL. El sistema operativo se puede personalizar con diferentes esquemas de color.
Para Palm OS 5, PalmSource desarrolla y licencia un navegador web llamado PalmSource Web Browser, que se basa en el micronavegador NetFront 3.0 de ACCESS.
Palm OS 5.2 s principalmente una versión de corrección, implementado por primera vez en el Samsung SGH-i500. Proporciona soporte para resoluciones de 480x320 y se introduce un nuevo sistema de reconocimiento de escritura llamado Graffiti 2, debido a la demanda perdida contra Xerox. Graffiti 2 se basa en Jot de CIC. La última versión de corrección de errores es la versión 5.2.8.
Palm OS 5.3 Simplified Chinese Edition proporciona pleno soporte de Chino simplificado, añade soporte adicional para resolución QVGA, y una API estándar para Virtual Graffiti llamada Dynamic Input Area. Esta versión fue introducida por primera vez con las Lenovo P100 y Lenovo P300.
Palm OS Garnet (5.4) proporciona oficialmente soporte para múltiples resoluciones de pantalla, desde 160x160 hasta 480x320. También cuenta con librerías Bluetooth actualizadas. Esta versión introduce el apodo Garnet para distinguirlo de Palm OS Cobalt 6.0. La última versión de corrección de errores es la versión 5.4.9.
Garnet OS 5.5 es la versión actual desarrollada por ACCESS. Esta versión está dedicada para ejecutarse dentro de la máquina virtual Garnet VM. Garnet VM es una parte fundamental de Access Linux Platform también está disponible para las Nokia Internet Tablet.

### Palm OS Cobalt
Palm OS Cobalt (6.0) es el sucesor designado para Palm OS 5. Fue presentado el 10 de febrero de 2004, pero no se ofrece más por ACCESS (véase la sección siguiente). Palm OS 6.0 fue renombrado a Palm OS Cobalt para dejar claro que esta versión no fue inicialmente designada para reemplazar a Palm OS 5, que adopta el nombre de Palm OS Garnet al mismo tiempo.
Palm OS Cobalt presenta características de los modernos sistemas operativos como un sistema operativo integrado basado en un nuevo kernel con multitarea y protección de memoria, un framework multimedia y gráfico moderno (proveniente de la compra por Palm de BeOS), nuevas características de seguridad, y ajustes de los formatos de archivo PIM a cooperar mejor con Microsoft Outlook.
Palm OS Cobalt 6.1 presenta librerías de comunicación estándar para telecomunicaciones, Wi-Fi y conectividad Bluetooth. A pesar de otras adiciones, no logró interesar a los potenciales licenciatarios de Palm OS Cobalt.

### Mejoras de terceros
Varios licenciatarios han hecho modificaciones personalizadas en el sistema operativo. Estos no son parte de la versión oficial autorizada.
- Palm desarrolló un API Bluetooth API para tarjetas Secure Digital SDIO Bluetooth para dispositivos Palm OS 4.0. Esta pila de Bluetooth se incluyó más tarde en Palm OS 5[26]
- Palm añade un API virtual graffiti input area API especialmente para su Tungsten T3. Esta API fue posteriormente sustituido por el oficial Dynamic Input Area API en Palm OS 5.3.
- Palm añade a Palm OS 5.4 el Non-Volatile File System, y utiliza la memoria flash para almacenamiento en lugar de la DRAM, evitando la pérdida de datos en caso de agotamiento de la batería. Sin embargo, esto cambió fundamentalmente la forma en que los programas se ejecutan desde el Execute-in-Place que Palm OS utiliza tradicionalmente, y que acceden a los datos directamente en sus direcciones de memoria, y ha sido la fuente de muchos problemas de compatibilidad, requiriendo que muchas aplicaciones tengan añadido soporte NVFS para que se conviertan en estables.
- Para sus dispositivos equipados con cámara, Palm agregó el API CameraLib.
- Sony añade una librería para soportar el JogDial disponible en sus equipos CLIÉ.

## Modernización
Durantee varios años, PalmSource había estado tratando de crear un sucesor moderno para Palm OS 5 y tienen licenciatarios que lo implementan. Aunque PalmSource envió Palm OS Cobalt 6.0 a los licenciatarios en enero de 2004, ninguno lo adoptó para sus dispositivos. PalmSource hizo importantes mejoras en Palm OS Cobalt con el lanzamiento de Palm OS Cobalt 6.1 en septiembre de 2004 para complacer a los licenciatarios, preo ninguno adoptó la nueva versión.
En diciembre de 2004, PalmSource anunció una nueva estrategia. Con la adquisición de la compañía de software para teléfonos móviles MobileSoft de China, PalmSource planea portar Palm OS sobre un Núcleo Linux, sin dejar de ofrecer Palm OS Garnet y Palm OS Cobalt. Esta estrategia fue revisada en junio de 2005, cuando todavía no había ningún dispositivo con Palm OS Cobalt. PalmSource anunció que iba a detener todos los esfuerzos para el desarrollo de cualquier producto que no estén directamente relacionadas con su futura plataforma basada en Linux.
Con la adquisición de PalmSource por ACCESS, Palm OS para Linux se ha cambiado para convertirse en la Access Linux Platform que fue anunciada por primera vez en febrero de 2006. Las primeras versiones de la plataforma y de los kits de desarrollo de software para la Access Linux Platform fueron liberados oficialmente en febrero de 2007. En enero de 2011, la Access Linux Platform aún no tiene ningún dispositivo, sin embargo, los kits de desarrollo existen y se han mostrado demostraciones públicas.
Palm, Inc. el principal licenciatario de Palm OS Garnet decide no licenciar ACCESS Linux Platform para sus dispositivos. En su lugar, Palm desarrolló otro sistema operativo basado en Linux llamado webOS. El 11 de febrero de 2009, el CEO de Palm Ed Colligan dijo que no habría ningún nuevo dispositivo Palm OS (con excepción de los Palm Centro lanzados por operadores). Palm se centra en webOS y Windows Mobile. El 1 de abril de 2009, Palm anunció la disponibilidad de un emulador de Palm OS para webOS.

## Comunicaciones

### Infrarrojos
Una de las características de las máquinas con Palm OS es que muchas incluyen un puerto IrDA que permite comunicarse con otros dispositivos que incluyan un puerto infrarrojo, como por ejemplo algunos modelos de impresora y módems, ordenadores portátiles y ciertos modelos de teléfono móviles. Está soportado desde PalmOS 3.0.
Una de las limitaciones de la comunicación por infrarrojos, es que no puede haber obstáculos entre los dispositivos que se comunican. Aunque ampliamente sustituido por Bluetooth y Wi-Fi, sigue siendo un método efectivo para equipos anteriores. Se le ha dado algunos usos exóticos, como comunicar con una Nintendo Game Boy o usarlo de mando a distancia mediante un programa de terceros.

### Bluetooth
Bluetooth es un sistema de conexión inalámbrica de corto alcance (aproximadamente 10 metros). A partir del PalmOS 5.0, que salió con el Palm Tungsten T, el sistema operativo incluye soporte para comunicaciones por Bluetooth, de acuerdo con el estándar Bluetooth v1.1, que corresponde al 802.15.1 IEEE, y usa la misma gama de frecuencias (2.4 Ghz) que el IEEE 802.11b, aun cuando no se tienen que confundir.

## Resolución de pantalla
Palm OS admite múltiples resoluciones de pantalla. El Palm original utilizaba una resolución de 160x160 píxeles. Los primeros ordenadores de bolsillo de terceras marcas podían esconder el área de escritura (o área de Graffiti) hasta ocupar 160x250 píxeles. Hay ordenadores de bolsillo con pantallas de alta resolución de 320x320 píxeles como por ejemplo la Zire 72 y la Treo 650 de PalmOne, la gama Sony Clie o la Tungsten T3 de PalmOne que venden con pantallas de alta resolución de 320x480 con áreas de Graffiti virtuales.

## Aplicaciones incluidas con el Palm OS
Los licenciatarios de Palm OS deciden qué aplicaciones se incluyen en sus dispositivos Palm OS, pudiendo también personalizar las aplicaciones.

### Libreta de Direcciones
El programa Libreta de Direcciones del Palm almacena información personal, en cualquiera de las categorías definidas por el usuario. Se muestran las entradas y salidas se ordenan por los apellidos, y nombre (esto sólo se puede cambiar a Compañía, Apellidos). Hay cinco campos para el teléfono o correo electrónico, cada uno de los que se puede designar a Trabajo, a Casa, Fax u Otras, Correo Electrónico, Principal, Buscapersonas o Móvil (los nombres de los campos no se pueden cambiar).

### Calculadora
La Calculadora convierte el ordenador de bolsillo en una calculadora estándar de 4 funciones con botones de tres tonos morados y azules que contrastan con los dos botones rojos para borrar. Incluye teclas de raíz cuadrada y de porcentaje y tiene memoria.
También tiene una opción para mostrar un historial de los cálculos realizados, como muchas calculadoras que se usaban antes.

### Calendario
El Calendario muestra un horario diario o semanal, o una vista mensual simple (los nuevos tiene una vista mensual más elegante). El horario diario tiene una línea cada hora, entre dos horas del día que el usuario puede elegir. Al hacer clic en una línea vacía se crea una cita nueva. Las líneas vacías se llenan con las citas correspondientes, y la hora en que empiezan y su duración se muestran en el margen de la izquierda.
El sistema operativo puede anunciar una cita con una alarma, en el momento indicado, minutos, horas o días antes. Estas alarmas suenan incluso cuando la unidad está apagada.
Las citas se pueden repetir en un número especificado de días, semanas, meses o años y pueden contener notas.

### Gastos
La aplicación Gastos permite a un usuario seguir los gastos comerciales habituales. El ordenador de bolsillo no realiza ningún cálculo para obtener el total. El usuario tiene que sincronizar con un ordenador de escritorio y ver los datos de los gastos en un hoja de cálculo en las que se incluyen las plantillas para Microsoft Excel. Debido a esta desventaja, muchos usuarios consideran esta aplicación poco útil.

### Libreta de Notas
Las Notas de Texto permiten escribir notas de hasta 4000 caracteres, clasificadas en categorías configurables por el usuario. Las notas se pueden ordenar alfabéticamente o manualmente (que permiten al usuario escoger el orden de las notas). Las Notas de Texto sólo pueden incluir texto, no dibujos. Por esto, el texto en las Notas se ha de introducir utilizando el alfabeto Graffiti.

### Tareas
También denominada lista de tareas. Es el lugar adecuado por crear recordatorios personales y priorizar las cosas que tienes que hacer. Cada elemento de la lista de tareas también puede tener: una prioridad, categorías (por organizar y agrupar las tareas en grupos lógicos), adjuntar una Nota (por añadir una descripción o una aclaración de la tarea). Las tareas se pueden ordenar por: fecha, prioridad o categoría.

## Aplicaciones de terceros
Hay muchas aplicaciones interesantes para el sistema operativo Palm OS. En agosto de 2003, había más de 19 000 que en 2008, eran ya más de 50 000, que tienen diferentes tipos de licencias, incluidas las de software libre (totalmente liberado) como el lector de documentos Plucker o la base de datos Pilot-DB, y varios esquemas de licencias de software propietario, como freeware, shareware, y aplicaciones comerciales.

## Desarrollo de aplicaciones
Las aplicaciones para Palm OS Garnet se codifican principalmente en C y C++. Existen dos compiladores soportados oficialmente: un producto comercial, CodeWarrior Development Studio para Palm OS, y una serie de herramientas de desarrollo open source llamado prc-tools, basado en una versión antigua de gcc. CodeWarrior es criticado por ser caro y no estarse actualizando, mientras que PRC-Tools carece de varias de las características de CodeWarrior. Una versión de PRC-Tools se incluye en la gratuita Palm OS Developer Suite (PODS).
OnBoardC es un compilador de C, ensamblador, enlazador y editor de programación que se ejecuta en los equipos Palm.
Las aplicaciones para Palm OS Cobalt también están codificados en una variación de gcc, pero los compiladores para Cobalt tienen menos limitaciones.
Hay herramientas de desarrollo disponibles para la programación en Palm que no requieren programación de bajo nivel en C/C++, como PocketC/PocketC Architect, CASL, AppForge Crossfire (que usa Visual Basic, Visual Basic.NET, o C#), Handheld Basic, Pendragon Forms, Satellite Forms y NSBasic/Palm (lenguajes tipo Visual Basic). Una Máquina virtual Java estaba disponible para la plataforma Palm OS, sin embargo el 12 de enero de 2008, Palm, Inc. anunció que ya no estará disponible. Palm, Inc. dijo además "no hay una máquina virtual Java alternativa que seamos conscientes, para Palm OS." Waba y un derivado de la misma, SuperWaba, proporcionar una máquina virtual Java y un lenguaje de programación. Una versión del lenguaje Lua, llamado Plua, también está disponible para Palm; sin embargo, debido al hecho de que requiere un tiempo de ejecución adicional para ser instalado junto con la aplicación, sólo se utiliza para aplicaciones de uso común por una minoría de las compañías de softwar. Quartus Forth es un compilador Forth estándar ISO/ANSI que se ejecuta en los equipos Palm. También tiene una consola interactiva para el desarrollo dinámico y depuración.
Tres entornos permiten la programación en Pascal para Palm OS. El freeware PP Compiler se ejecuta directamente en la PDA, mientras que PocketStudio es un entorno de desarrollo integrado tipo Delphi para ordenadores con Windows que tiene un diseñador de formularios visual y genera ficheros PRC para ser transferidos a las PDAs mediante HotSync. La tercera opción era HSPascal Archivado el 4 de noviembre de 2005 en Wayback Machine., desarrollado por el desarrollador danés Chriten Fihl Archivado el 12 de septiembre de 2013 en Wayback Machine., basado en su experiencia con el compilador High Speed Pascal Archivado el 7 de marzo de 2009 en Wayback Machine. para diversos ordenadores de 16 bits, incluyendo el Commodore Amiga. Anteriormente comercializado a 75 Euros, ahora puede adquirirse completo mediante donación.
Como Palm no tiene drivers de conexión que permiten la transferencia de datos con un servidor DBMS (Oracle, mySQL, Microsoft SQL Server), el programador puede utilizar software Middleware que permite la conectividad.
Una implementación más o menos compatible R4RS de Scheme, LispMe, proporciona a Palm OS bajo licencia GPL un REPL de Lisp con algunas adaptaciones específicas de Palm OS, pero a pesar de que es funcionalmente un compilador no produce código que opera fuera del entorno de desarrollo, por lo que su uso está restringido a la creación de prototipos.
Una herramienta de desarrollo gratuita, LaFac, se ejecuta directamente en la PDA, utilizando el Bloc de notas para la edición de código fuente, y proporciona soporte para un subconjunto limitado de C, Pascal y Basic.

## Cuestiones jurídicas
Palm OS ha estado involucrado en varios juicios en los últimos años.
En 1997, a Xerox se le concedió una patente (5.596.656) en "unistroke." Se presentó una demanda contra Palm (entonces U.S. Robotics), alegando que Graffiti infringió esta patente. El cambio de Graffiti 1 a Graffiti 2 fue provocado por la pérdida del pleito con Xerox. La patente fue revocada mayo de 2004 debido a Estado de la técnica.
Pilot Pen Corporation vs. Palm Computing (1998) El nombre original de las primeras PDAs con Palm OS era Pilot. Sin embargo, una demanda de Pilot Pen Corporation obligó a un cambio de nombre a PalmPilot, y más tarde a Palm.
Palm vs. Microsoft (1998) En 1998, Microsoft planea llamar la próxima versión de su plataforma informática portátil "Palm PC". Palm presentó una demanda contra Microsoft, lo que obligó al cambio de nombre, primero, Palm-sized PC, y más tarde, Pocket PC.
E-Pass Technologies vs. Palm, Microsoft and HP (2000) En 2000, E-Pass Technologies presentó una demanda contra Palm, alegando que sus PDAs habían infringido una patente de E-Pass's (#5,276,311) sobre un ordenador multifunción del tamaño de una tarjeta de crédito, que permite a los usuarios almacenar números de cuenta, códigos PIN, etc. Esta demanda sigue.
NCR vs. Handspring y Palm (2001) En 1987, se concedió a NCR una patente para un terminal de comercio electrónico portátil. En 2001, NCR demandó a Handspring y Palm. Este caso se resolvió sin lugar en 2002, una decisión que fue confirmada en apelación.
RIM vs. Handspring (2002) En 2002, Research In Motion (creadores de la BlackBerry ), demandó a Handspring. A finales de año, Handspring y Palm licenciaron las patentes y la demanda se retiró.
Peer-to-Peer Systems vs. Palm (2002) También en 2002, Peer-to-Peer systems presentó demanda contra Palm alegando que infringe su patente para el juego inalámbrico. Esta demanda se ha resuelto el 9 de febrero de 2005.
Forgent Networks vs. HP, Toshiba, palmOne, etc., etc. (2004) A partir de 2002, Forgent Networks comenzó a ofrecer licencias de una patente que grava JPEG. En 2004, se presentó una demanda contra varias empresas, entre ellas palmOne. La patente JPEG o 672 ha sido revisado por la Oficina de Marcas y Patentes de EE. UU. que ha rechazado 19 de las 47 reclamaciones por Estado de la técnica.

### Oficiales
- Access Archivado el 1 de septiembre de 2013 en Wayback Machine., compañía adquiriente de PalmSource, área para descarga de aplicaciones para desarrolladores, en inglés.

### Otras
- Palm OS 4.1 Screenshots
- TecnoyMovil Sitio de información de equipos con Palm OS y otras Pdas existentes en el mercado
- PoderPDA Es el portal Latinoamericano más visitado sobre Tecnologías Móviles
- Pdassi España - Catálogo de aplicaciones Palm OS, noticias, análisis, etc.
- Palmaniac Web dedicada a los PDA en general, pero con un foro dedicado a la Treo 650 y muchos artículos dedicados a él.
- Wikipedia descargable para PDA Archivado el 30 de octubre de 2005 en Wayback Machine. - Script escrito por Erik Zachte en línea, en inglés
- tuPalm Sitio web dedicado a todo lo relativo con Palm o Palm OS.
- PalmOpenSource.com Programas de software libre para Palm OS, en inglés.
- MiPalm Comunidad web altamente activa con foros de discusión actualizados a diario, donde encontrarás software, ayuda y un montón de amigos.
- PalmManía (enlace roto disponible en Internet Archive; véase el historial, la primera versión y la última). Nuevo sitio. Análisis a fondo de aplicaciones, Experiencia en launchers, PalmOs y Treo.
- PDA Expertos Archivado el 9 de noviembre de 2007 en Wayback Machine. Sitio de usuarios de Palm en Iberoamerica, cuenta con algunos análisis y tutoriales además de un foro

- Datos: Q274582
- Multimedia: Palm OS Powered / Q274582